# Datu Unsay
Datu Unsay est une localité de la province de Maguindanao, aux Philippines. En 2015, elle compte 11 813 habitants.